# Kestilä
Kestilä je bývalá obec v provincii Severní Pohjanmaa. Počet obyvatel obce byl před sloučením 1 576 (2007), rozloha 606,53 km² (z toho 5,09 km² připadalo na vodní plochy). Hustota zalidnění byla 2,7 obyv./km2. Obec byla jednotně finskojazyčná.
Na počátku roku 2009 se sloučila s Piippolou, Pulkkila a Rantsilou do nové obce Siikalatva.